# Frederik Jan Hulswit
Frederik Jan Hulswit (* 9. April 1885 in Apeldoorn; † 2. Mai 1932 in Willemstad) war ein niederländischer Wasserballspieler.

## Karriere
Hulswit nahm an den Olympischen Spielen 1908 in London teil. Hier erreichte er mit der niederländischen Nationalmannschaft den vierten Rang.